# Jaak Panksepp
Jaak Panksepp, född 5 juni 1943, död 18 april 2017, var en estnisk-amerikansk neuroforskare och psykobiolog, som myntade termen "affektiv neurovetenskap", namnet på fältet som studerar känslornas neurala mekanismer.